# لورنزو پولی
لورنزو پولی (انگلیسی: Lorenzo Poli؛ زادهٔ ۲۳ ژانویهٔ ۱۹۹۰) بازیکن فوتبال اهل ایتالیا است.
از باشگاه‌هایی که در آن بازی کرده‌است می‌توان به باشگاه فوتبال آ.اس. رم و باشگاه فوتبال بنونتو اشاره کرد.